# Macrobrachium
Macrobrachium is een geslacht van kreeftachtigen uit de klasse van de Malacostraca (hogere kreeftachtigen).

## Soorten
Voor de volledige soortenlijst zie: WoRMS - World Register Of Marine Species